# وعلان زائدي
وعلان زائدي (الاسم العلمي:Commelina appendiculata) هو نوع من النباتات يتبع جنس الوعلان من الفصيلة الوعلانية.